# Misophriopsis longicauda
Misophriopsis longicauda is een eenoogkreeftjessoort uit de familie van de Misophriidae. De wetenschappelijke naam van de soort is voor het eerst geldig gepubliceerd in 1999 door Humes.